# Krujë distrikt
Krujas distrikt (albanska: Rrethi i Krujës) var ett av Albaniens 36 distrikt. Det hade ett invånarantal på 78 327 och en area på 333 km². Det var beläget i norra Albanien, och dess centralort var Kruja. Andra städer i distriktet var Fushë-Kruja och Miloti.